# حق عضویت در اتحادیه
حق عضویت در اتحادیه پرداخت‌های منظمی است که توسط کارگرانی که عضو یک اتحادیه شده‌اند، پرداخت می‌شود. وجوه پرداختی برای ارائه خدمات اتحادیه مانند نمایندگی در مذاکرات جمعی و فعالیت‌های آموزشی را در بر می‌گیرد. تقریباً همه اتحادیه‌ها اعضای خود را ملزم به پرداخت حق عضویت می‌کنند. حق عضویت را می‌توان به‌طور مستقیم یا غیر مستقیم از کارگران دریافت کرد. در مورد جمع‌آوری غیرمستقیم، اغلب از طریق چک آف صورت می‌گیرد که در آن کارگر به کارفرما اجازه می‌دهد حق عضویت را از دستمزد خود به اتحادیه کارگری خود منتقل کند.